# John Doe (TV-serie)
John Doe är en kriminalserie med Dominic Purcell i huvudrollen.

## Skådespelare
- Dominic Purcell: John Doe
- Jayne Brook: Jamie Avery
- William Forsythe: Digger
- Sprague Grayden: Karen Kawalski
- John Marshall Jones: Frank Hayes

## Avsnitt
- 1.01 Pilot (2002/09/20)
- 1.02 Blood Lines (2002/09/27)
- 1.03 Do Re: Me (2002/10/04)
- 1.04 Past Imperfect (2002/10/18)
- 1.05 John Deux (2002/10/25)
- 1.06 Low Art (2002/11/01)
- 1.07 Mind Games (2002/11/08)
- 1.08 Idaho (2002/11/15)
- 1.09 Manifest Destiny (2002/12/06)
- 1.10 The Mourner (2002/12/13)
- 1.11 John D.O.A (2003/01/10)
- 1.12 Tone Dead (2003/01/17)
- 1.13 Family Man (2003/01/31)
- 1.14 Ashes to Ashes (2003/02/14)
- 1.15 Psychic Connection (2003/03/07)
- 1.16 Illegal Alien (2003/03/14)
- 1.17 Doe or Die (2003/03/21)
- 1.18 Save As...John Doe (2003/03/28)
- 1.19 Shock to the System (2003/04/04)
- 1.20 Remote Control (2003/04/18)
- 1.21 The Rising (2003/04/25)